# Ramon Vilaplana i Forcada
Ramon Vilaplana i Forcada († Vic, 24 de juliol de 1936) fou un empresari i polític català, diputat a les Corts Espanyoles durant la restauració borbònica.
Era fill de Josep Vilaplana i Pujolar, cap del somatent de Vic i el seu primer alcalde durant el franquisme (1939-1940). Fou elegit diputat com a regionalista independent pel districte de Vic a les eleccions generals espanyoles de 1920, desplaçant al carlí Bartomeu Trias i Comas, qui tenia el vistiplau de la direcció de la Lliga Regionalista. A les eleccions generals espanyoles de 1923 fou derrotat per Albert Rusiñol i Prats.
El 24 de juliol de 1934 fou segrestat de casa seva al carrer de la Ramada de Vic, juntament amb el seu germà Joaquim Vilaplana i Forcada, vicari de Sentfores, i el seu cunyat Conrad Puigrefagut, gran propietari de la zona. Fou dut amb el seu germà a la presó i l'endemà aparegueren ambdós morts darrere la fàbrica de can Marnet (coneguda com la Sibèria). El seu cunyat fou dut a Tona i d'allí al Pla de la Marfa, on després de matar-lo a cops cremaren el seu cos en unes garberes.